# Петров, Александр Юрьевич (историк)
Алекса́ндр Ю́рьевич Петро́в (род. 13 июля 1967, Вологда) — российский историк, доктор исторических наук, главный научный сотрудник Центра Североамериканских исследований ИВИ РАН. Специалист по истории Русской Америки, Российско-американской компании, Калифорнии, Запада США, фронтира в США и России. Исследователь российско-американских отношений; наследия России в США, Русской Православной Церкви.

## Биография
С отличием окончил исторический факультет МГУ (1992). Ученик и ведущий член научной школы академика Н. Н. Болховитинова. Кандидат исторических наук (1996, диссертация «Деятельность семьи Г. И. и Н. А. Шелиховых и образование Российско-американской компании»), доктор исторических наук (2006, диссертация «Российско-американская компания: хозяйственная деятельность на отечественном и зарубежном рынках (1799—1867)»).
Автор более 100 публикаций в России и за рубежом, в том числе учебника и пяти монографий, две из которых опубликованы на английском языке в крупных американских издательствах. Ответственный редактор и составитель архивных сборников и документов по освоению и продаже Аляски, Форта-Росс и уникальному наследию Российской империи на этих территориях, извлечённых из более чем 40 российских и зарубежных архивов. Научный руководитель и консультант докторской и кандидатских диссертаций.
Является научным куратором теле- и радиопрограмм по широкому кругу вопросов истории США, России и современных международных отношений. Сотрудничает с Ситкинским историческим обществом (Sitka Historical Society) Аляски. Член Экспертного совета ВАК РФ по истории (с 2018).

## Основные работы

### Монографии
- Петров А. Ю. Российско-американская компания: деятельность на отечественном и зарубежном рынках (1799—1867). М.: ИВИ РАН, 2006.
- Petrov A.Yu., Black D. L. Natalia Shelekhova. Russian Oligarch of Alaska Commerce. Fairbanks, University of Alaska Press, 2010.
- Петров А. Ю. Наталия Шелехова у истоков Русской Америки М.: Весь мир, 2012. 304 с

### Статьи
- Петров А. Ю. Академик Н. Н. Болховитинов // Портреты историков: время и судьбы. М.: Наука, 2010. C. 163—168
- Петров А. Ю., Ермолаев А. Н. Документы по истории США и российско-американских отношений в сибирских архивах. Заметки о материалах досоветского периода /// Американский ежегодник, 2010. М.: Весь Мир, 2010. С. 30-45.
- Петров А. Ю. Региональные отечественные научные центры по изучению истории Русской Америки и колонизации в северной части Тихого океана // Американский ежегодник, 2008/2009. М.: ИВИ РАН, 2010. С. 300—312.
- Петров А. Ю., митрополит Климент (Капалин), Малахов М. Г., Ермолаев А. Н., Савельев И. В. История и наследие Русской Америки // Вестник РАН. № 12. 2011. 1,7 п. л. С. 1090—1099
- Петров А. Ю., Ермолаев А. Г., Корсун С. А., Савельев И. В. «200 лет российскому поселению-крепости на Американском континенте»// Вестник РАН. Т. 82. № 10, 2012. С. 954—959. 1. п. л.
- Петров А. Ю., Капалин Г. М., Ермолаев А. Н. О продаже русской колонии Форт-Росс в Калифорнии // Вопросы истории. № 1, 2013. С. 3-18. 1, 7 п. л. ISSN 00428779
- Петров А. Ю., Ермолаев А. Н., Савельев И. В. Изучение истории и культурного наследия Русской Америки на международных конференциях в России и за рубежом // КЛИО. № 3. С. 138—143. 1, 4 п. л.
- Петров А. Ю. Взаимодействие России и Соединенных Штатов на Северо-Западе Америки в начале XIX века // Новая и новейшая история. № 5. 2013. С. 170—182. 1,3 п.
- Петров А. Ю., Митрополит Климент (Капалин), Ермолаев А. Н. Представители Сибири и отечественного Дальнего Востока в истории Форта-Росс и освоении Калифорнии // Проблемы Дальнего Востока. № 5, 2013. С. 144—153. 1, 2 п. л.
- Петров А. Ю. Переосмысление и новые ориентиры в изучении истории и наследия Русской Америки // Вестник МГЛУ 24 (684). С. 179—189. 1 п. л.
- Petrov A. Education and Science in New Archangelsk, 1817—1867 // Over the Near Horizon. Proceedings of the 2010 International conference on Russian America. Sitka Historical Society. Sitka, 2013. P. 167—169.
- Petrov A. Contemporary Russian Research-education Centers’s Perspectives and Studies of Russian America. // Over the Near Horizon. Proceedings of the 2010 International conference on Russian America. Sitka Historical Society. Sitka, 2013. P. 285—291.